# Modrosójka czarnogłowa
Modrosójka czarnogłowa (Cyanocitta stelleri) – gatunek średniej wielkości ptaka z rodziny krukowatych (Corvidae), występujący w zachodniej części Ameryki Północnej, blisko spokrewniony z modrosójką błękitną (Cyanocitta cristata) spotykaną na pozostałej części kontynentu, mający czarną górną część ciała wraz z głową.

## Systematyka
Międzynarodowy Komitet Ornitologiczny (IOC) wyróżnia 13 podgatunków C. stelleri:
- modrosójka czarnogłowa[4] (C. s. stelleri) (J. F. Gmelin, 1788) – południowa Alaska i wybrzeża zachodniej Kanady do północno-zachodniego Oregonu.
- C. s. carlottae Osgood, 1901 – Wyspy Królowej Charlotty.
- C. s. frontalis (Ridgway, 1873) – środkowy Oregon, wschodnia Kalifornia do zachodnio-środkowej Nevady.
- C. s. carbonacea Grinnell, 1900 – wybrzeża zachodnio-środkowej Kalifornii.
- C. s. annectens (S. F. Baird, 1874) – środkowa Kolumbia Brytyjska do południowo-wschodniej Alberty oraz na południe po północno-wschodni Oregon i północno-zachodni Wyoming.
- C. s. macrolopha S. F. Baird, 1854 – wschodnia Nevada do południowo-zachodniej Dakoty Południowej i północnego Meksyku.
- modrosójka diademowa[4] (C. s. diademata) (Bonaparte, 1850) – północno-zachodni Meksyk.
- C. s. phillipsi Browning, 1993 – głównie San Luis Potosí (środkowy Meksyk).
- C. s. azteca Ridgway, 1899 – południowo-środkowy Meksyk.
- modrosójka aztecka[4] (C. s. coronata) (Swainson, 1827) – południowo-zachodni, środkowo-wschodni i południowy Meksyk oraz zachodnia Gwatemala.
- C. s. purpurea Aldrich, 1944 – Michoacán.
- C. s. restricta A. R. Phillips, 1966 – Oaxaca.
- C. s. suavis W. deW. Miller & Griscom, 1925 – Nikaragua i Honduras.

Autorzy Handbook of the Birds of the World dodatkowo wyróżniają trzy podgatunki:
- C. s. teotepecensis R. T. Moore, 1954 – góry środkowego i południowego Guerrero (południowy Meksyk).
- C. s. ridgwayi W. deW. Miller & Griscom, 1925 – wyżyny stanu Chiapas (południowo-wschodni Meksyk) i przyległy obszar w Gwatemali.
- C. s. lazula van Rossem, 1928 – północny Salwador i południowo-zachodni Honduras.

## Morfologia
Długość ciała 30–34 cm; masa ciała 100–142 g.
Modrosójka czarnogłowa odróżnia się znacznie w zależności od terenu zamieszkiwania. Generalnie czarno-brązowa głowa u ptaków północnego regionu, przechodząca w odcień niebieskawego koloru im bardziej na południe. W odróżnieniu od modrosójki błękitnej ma bardziej wydłużony dziób i dłuższe nogi oraz większy czub. Głowa jest czarnawo-brązowa z jasnymi niebieskimi pręgami na przodzie. To ciemne upierzenie zmienia się na wysokości piersi w srebrnawo-niebieskie. Skrzydła i ogon są w kolorze niebieskim.

## Zasięg występowania
Zamieszkuje prawie całą zachodnią część Ameryki Północnej, od Alaski na północy do rejonu Ameryki Środkowej na południu oraz na wschód do południowo-zachodniego Teksasu.

## Ekologia i zachowanie
Zamieszkuje głównie w lasach iglastych oraz mieszanych niezbyt mocno zagęszczonych.
PożywieniePożywienie znajduje na ziemi i na drzewach w postaci nasion, orzechów, jagód i innych owoców. Czasami małe bezkręgowce, jaja i pisklęta stanowią dodatkowe pożywienie w różnym okresie roku.
RozródGniazdo buduje zazwyczaj w igliwiu drzew iglastych lub też w szczelinach tych drzew. Składa 2–6 jaj.

## Status
IUCN uznaje modrosójkę czarnogłową za gatunek najmniejszej troski (LC, Least Concern) nieprzerwanie od 1988 roku. Organizacja Partners in Flight szacuje liczebność populacji lęgowej na około 2,8 milionów osobników.

## Znaczenie w kulturze człowieka
Ptak ten jest symbolem kanadyjskiej prowincji Kolumbia Brytyjska.